# Petrijevo
Petrijevo (izvirno srbsko Петријево) je naselje v Srbiji, ki upravno spada pod Mesto Smederevo; slednja pa je del Podonavskega upravnega okraja.

## Demografija
V naselju živi 866 polnoletnih prebivalcev, pri čemer je njihova povprečna starost 40,2 let (38,8 pri moških in 41,5 pri ženskah). Naselje ima 321 gospodinjstev, pri čemer je povprečno število članov na gospodinjstvo 3,40.
To naselje je, glede na rezultate popisa iz leta 2002, večinoma srbsko.
|  |

| Demografija | Demografija     | Demografija     |
| Leto        | Št. prebivalcev | Št. prebivalcev |
| ----------- | --------------- | --------------- |
|             |                 |                 |
|             |                 |                 |
|             |                 |                 |
|             |                 |                 |
| 1948        | 737             |                 |
| 1953        | 777             |                 |
| 1961        | 732             |                 |
| 1971        | 680             |                 |
| 1981        | 898             |                 |
| 1991        | 1085            | 1040            |
| 2002        | 1203            | 1093            |
|             |                 |                 |

| Etnična sestava po popisu iz leta 2002 | Etnična sestava po popisu iz leta 2002 | Etnična sestava po popisu iz leta 2002 | Etnična sestava po popisu iz leta 2002 | Etnična sestava po popisu iz leta 2002 |
| -------------------------------------- | -------------------------------------- | -------------------------------------- | -------------------------------------- | -------------------------------------- |
| Srbi                                   | Srbi                                   |                                        | 1.050                                  | 96,06%                                 |
| Makedonci                              | Makedonci                              |                                        | 7                                      | 0,64%                                  |
| Jugoslovani                            | Jugoslovani                            |                                        | 4                                      | 0,36%                                  |
| Madžari                                | Madžari                                |                                        | 2                                      | 0,18%                                  |
| Črnogorci                              | Črnogorci                              |                                        | 1                                      | 0,09%                                  |
| Hrvati                                 | Hrvati                                 |                                        | 1                                      | 0,09%                                  |
| Neznano                                | Neznano                                |                                        | 28                                     | 2,56%                                  |